# Young (inslagkrater)

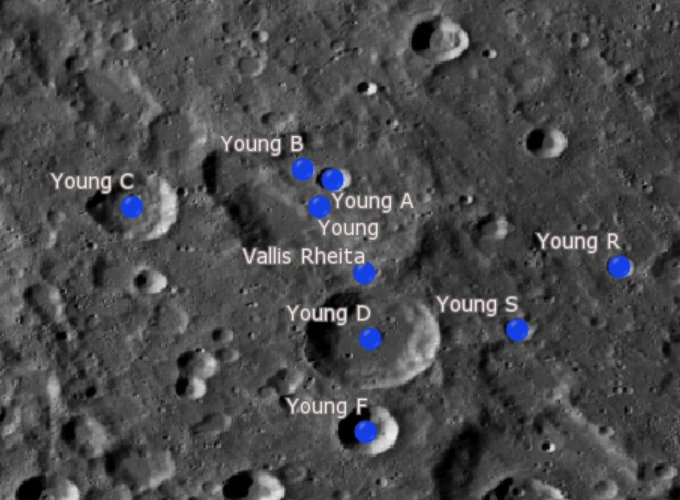
Young en zijn satellietkraters

Young is een inslagkrater op de Maan. De krater is genoemd naar de Engelse natuurkundige Thomas Young (1773-1829). De naam Young werd door de Duitse selenograaf Johann Friedrich Julius Schmidt (1825-1884) aan deze krater gegeven .

## Beschrijving
Het overgebleven deel van de krater is een geërodeerde formatie die betere tijden heeft gekend. De rand en binnenwand kunnen nog steeds over het oppervlak worden gevolgd maar zijn ingesprongen en ingekerfd door kleinere schokken. De binnenkant van de krater bevat een paar kleine komvormige kraters, Young A en Young B.

## Locatie
Young heeft een diameter van 71,5 km en bevindt zich in het zuidwestelijk deel van de naar de Aarde toe gerichte zijde van de Maan. Young ligt ten oosten van de krater Metius en ten zuidoosten van Rheita. De lange maanvallei Vallis Rheita volgt een lijn rakende aan de zuidwestelijke rand van Rheita en een brede trog snijdt door de zuidwestelijke bodem en de buitenrand van Young. Ten zuiden van Young in de vallei ligt Young D, een iets minder geërodeerde krater dan Young.

## Satellietkraters van Young
Rondom Young bevinden zich verscheidene kleinere kraters die genummerd werden, beginnend bij degenen die zich het dichtst bij het middelpunt van de krater bevinden.
| Young | Breedtegraad | Lengtegraad | Diameter |
| ----- | ------------ | ----------- | -------- |
| A     | 41,1° ZB     | 51,2° OL    | 13 km    |
| B     | 40,9° ZB     | 50,6° OL    | 7 km     |
| C     | 41,5° ZB     | 48,2° OL    | 30 km    |
| D     | 43,5° ZB     | 51,8° OL    | 46 km    |
| F     | 44,8° ZB     | 51,8° OL    | 23 km    |
| R     | 42,4° ZB     | 55,4° OL    | 9 km     |
| S     | 43,3° ZB     | 53,9° OL    | 11 km    |

## Kleurverschijnsel in Young
De Britse maanwaarnemer en tekenaar Harold Hill vermeld in zijn boek A Portfolio of Lunar Drawings (1991) een kleurverschijnsel omstreeks de krater Young in Vallis Rheita. A number of observers have claimed in the past that the inner slopes of the formation Young have a greenish, almost translucent cast or sheen when seen at the evening terminator .